# Вершково
Вершково — посёлок в Зеленоградском районе Калининградской области. Входил в состав Красноторовского сельского поселения.

## История
Поселок назывался Варшкен до 1946 года, 1874 году он был включен в район Пальмникен (Янтарный), который существовал до 1945 года и входил в состав района Фишхаузен, с 1939 года — район Самланд, в округе Кенигсберг, провинции Восточная Пруссия.
26 мая 1899 года усадьба Пальмникен с пригородами Дорбникен (Краснополье), Хайлигенкройц (Красноторовка) и Варшкен были признаны округом.

## Население
| 2002 | 2010 |
| ---- | ---- |
| 4    | ↗12  |